# Lista de prémios e indicações recebidos por Nicki Minaj
Nicki Minaj se tornou um dos nomes mais conhecidos do mundo hip hop em 2010, quando lançou o seu primeiro álbum, Pink Friday. A partir daí, colaborou com uma imensidão de artistas e se aventurou nas áreas do pop e da dance music. Nicki Minaj nunca foi boa em premiações, mas conquistou um número razoável.
Nicki Minaj já recebeu diversas indicações mas muitas derrotas, grande parte das indicações são graças as suas gravações que chegaram ao topo de várias paradas musicais pela América. Ela tem um total de 192 prêmios ganhos de 558 indicações. Nicki já recebeu sete indicações como artista principal e duas indicações como artista convidada (nomeadamente, nos singles "My Chick Bad", de Ludacris, e "Bang Bang", de Jessie J, ao Grammy Awards), embora nunca tenha vencido qualquer Grammy. De entre as indicações para essa premiação, Minaj recebeu a nomeação para Melhor Artista Revelação em 2011 e Melhor Álbum Rap em 2012 (com Pink Friday) e 2016 (com The Pinkprint). Recebeu nomeações ao Billboard Music Awards, MTV Video Music Awards, BRIT Awards, MOBO Awards, dentre outros. Chamada pela revista Billboard de "Lady Gaga do Hip-Hop", se tornou a primeira rapper a entrar na MTV's Annual Hottest MC List. Também, ao lado de cantores de sucesso internacional, realizou parcerias aclamadas pela crítica especializada. Como artista solo, é mais conhecida pelas gravações "Moment 4 Life", "Anaconda", "Starships" e "Super Bass", sendo que esta última vendeu mais de cinco milhões de cópias somente nos Estados Unidos. Outro destaque para a arte de Nicki Minaj é a canção "Your Love", que alcançou em 10 de Julho de 2010 a primeira colocação da Rap Songs, fazendo de Minaj a primeira artista feminina solo a chegar ao topo dessa tabela desde de 2002. A música permaneceu na liderança da parada por oito semanas seguidas.
No MTV Video Music Awards de 2011, Nicki Minaj ganhou o prêmio de Melhor Vídeo de Hip-Hop com sua premiada canção "Super Bass". O prêmio foi uma surpresa, visto que Nicki estava na mesma categoria de Kanye West, Lupe Fiasco, Chris Brown e Lil Wayne. Na premiação, a cantora usou uma roupa feita com ursos de pelúcia e outros objetos muito coloridos, além de um cabelo rosa e loiro. Nesse mesmo ano, conseguiu seis indicações ao BET Hip Hop Awards. A canção vencedora do prêmio oferecido pela MTV ("Super Bass"), chegou à terceira colocação na parada semanal Billboard Hot 100 e vice-liderou a Rap Songs. A rapper participou pela primeira vez do MTV Video Music Awards no ano de 2010, quando foi indicada ao prêmio de Revelação do ano (prêmio conquistado pelo canadense Justin Bieber).
Nicki Minaj possui o recorde de maior número de vitórias na categoria "Melhor Rapper Feminina" do BET Awards, tendo sido a vencedora desse prêmio por 7 anos consecutivos (de 2010 a 2016). No MTV Video Music Awards, já foi vencedora da categoria Melhor Vídeo Hip Hop três vezes (para os videoclipes de "Super Bass", "Anaconda" e "Chun-Li") e da categoria Melhor Vídeo Feminino uma vez (por "Starships"). Já venceu 2 MTV Europe Music Awards, sendo que todos eles foram relativos à categoria Melhor Hip Hop.